# مینولتا ماکسوم ۹۰۰۰
مینولتا ماکسوم ۹۰۰۰ (به انگلیسی: Minolta Maxxum 9000) یک دوربین عکاسی ساخت شرکت مینولتا است.